# AFRODELICO Peruvian Soul
AFRODELICO Peruvian Soul es el séptimo álbum del cantautor peruano Jorge Pardo, fue grabado en Studio El Techo en Lima,Perú, entre el invierno del 2012 y la primavera del 2013. Es la expresión de las influencias más intensas de la música afroperuana y afro north americana, del landó, del blues, del festejo, el funk y el jazz.
Contiene 10 temas extraídos del repertorio tradicional afro peruano, cuenta con la participación especial de Pepe Vásquez en el tema «No Valentin» de su autoría, así como también la presencia de la cantante Lucía de la Cruz en el tema «La noche de tu ausencia» de Mario Cavagnaro y Milagros Guerrero, primera voz de Novalima en el tema «El mayoral» de Wilfredo Franco.
Los arreglos musicales y dirección estuvieron a cargo de Edward Pérez, reconocido contrabajista de Jazz con base en New York y fueron escritos por encargo para este único proyecto discográfico.

## Lista de canciones
Lista basada en la página oficial de Afrodelico.
Dentro del disco se encuentra una versión del tema «Bandida» de Francisco Quiroz en ritmo de Bossa Nova, otra en Blues del tema «Peruanita Bonita» de Vicente Bianchi y el tema «Se me van los pies» de Juan Medrano Cotito en Funk.

### Disco
| N.º   | Título                                           | Música              | Duración |  |
| 1.    | «Ruperta»                                        | Aníbal Rosado       | 3:50     |  |
| 2.    | «Toro Mata»                                      | Caitro Soto         | 4:38     |  |
| 3.    | «La noche de tu ausencia» (con Lucía de la Cruz) | Mario Cavagnaro     | 4:19     |  |
| 4.    | «Inga» (versión Jazz)                            | Folklore peruano    | 4:46     |  |
| 5.    | «No Valentin» (con Pepe Vásquez)                 | Pepe Vásquez        | 4:44     |  |
| 6.    | «Se me van los Pies» (versión Funky)             | Juan Medrano Cotito | 5:12     |  |
| 7.    | «Bandida» (versión Bossa Nova)                   | Francisco Quiroz    | 5:50     |  |
| 8.    | «Peruanita Bonita» (versión Blues)               | Vicente Bianchi     | 5:07     |  |
| 9.    | «El Alcatraz»                                    | Abelardo Vásquez    | 3:05     |  |
| 10.   | «El Mayoral» (con Milagros Guerrerro)            | Wilfredo Franco     | 4:46     |  |
| 46:17 |                                                  |                     |          |  |

## Créditos
- Jorge Pardo – Voz principal, coros y armónica
- Francisco Rey Soto - Guitarra
- Arturo Tico Benavides - Percusión y Cajón peruano
- Edward Pérez - Baby bass , Contrabajo
- Juan Medrano Cotito - Cajón peruano, campana y quijada
- Alex Sarrin - Batería
- Leonardo Gigio Parodi - Percusión menor
- Eric Kurimski - Guitarras eléctricas & acústica
- Duncan Haynes - Piano Rodes
- Rafael Fusa Miranda - Saxofón
- Daniel Vallejo - Saxofón
- Franco Carranza - Trompeta
- Fernando Gonzales - Trombón
- Gabriel Alegría - Trompeta
- Yordanky Hernandez - Trompeta
- Amadeo Gaviria - Sintetizadores
- Herbert Kruger - Guitarra eléctrica
- Abel Salcedo - Guitarra eléctrica
- Henry Ueunten - Hammond Leslie
- Alberto Tito Manrique - Guitarra
- Ervin Cabezudo - Piano Rodes
- Mónica Zevallos - Coros
- Luis Pardo Valdespino - Coros
- Luis Alberto Manchego - Coros
- Noelia Herencia - Coros
- Marco Mosquera - Coros

Producido por Jorge Pardo para Afrodelico Peruvian Soul.

Grabado en el Studio El Techo - Lima, Perú
- Jorge Pardo – productor discográfico
- Amadeo Gaviria y Dante Chávez – Grabación y edición de audio
- Amadeo Gaviria - Ingeniero de mezcla y masterización
- Diana Black Star Aguilar - Dirección de arte
- Antonio Amézquita -Web
- Jorge Pardo - Fotografía documental
- Miguel A Perales, Chayo Saldarriaga y Diana Aguilar - Fotografía
- Leonardo Beltrán - Artes finales
- Florencia & Daniel - Coaching de Imagen
- Rafael Santa Cruz - Asesoría
- Jorge Pardo - Dirección General
- Edward Perez - Arreglos & dirección musical (New York)